# Gare de Verneuil-sur-Vienne
Pour les articles homonymes, voir Gare de Verneuil.
La gare de Verneuil-sur-Vienne est une gare ferroviaire française, fermée, de la ligne de Limoges-Bénédictins à Angoulême, située sur le territoire de la commune de Verneuil-sur-Vienne, dans le département de la Haute-Vienne, en région Nouvelle-Aquitaine.
Elle est mise en service en 1875, par la Compagnie des chemins de fer des Charentes. Elle est fermée au service des voyageurs en 2017.

## Situation ferroviaire
Établie à 215 mètres d'altitude, la gare de Verneuil-sur-Vienne est située au point kilométrique (PK) 419,309 de la ligne de Limoges-Bénédictins à Angoulême, entre les gares d'Aixe-sur-Vienne et de Saint-Victurnien.

## Histoire
La décision définitive sur le choix de l'emplacement de la station « Verneuil » proposé par la Compagnie des chemins de fer des Charentes pour son chemin de fer de Limoges à Angoulême est exprimé dans une lettre du 6 février 1872, signée par le ministre des travaux publics. La compagnie met en service, le 26 avril 1875, sa ligne et donc la gare de Verneuil.

## Service des voyageurs
Gare fermée

## Au cinéma
La gare apparaît en 2017 dans le film Les Gardiennes de Xavier Beauvois. La séquence, dirigée par Caroline Champetier, montre l'établissement avec l'arrivée d'un train à vapeur et la descente de nombreux voyageurs.